# 半黃半紫低紋鮨
半黃半紫低紋鮨，為輻鰭魚綱鱸形目鱸亞目鮨科的其中一種，分布於中西大西洋區，包括美國佛羅里達州、牙買加、開曼群島、大安地列斯群島、小安地列斯群島、宏都拉斯等海域，棲息深度3-30公尺，本魚頭部黃色，身體前半部黃色，後半部褐色至黑色，魚鰭黃色、眼睛黃色，吻部具一鑲白邊的黑斑，體長可達13公分，生活在珊瑚礁區、岩礁區，為底棲性魚類，成對活動，屬肉食性，可做為觀賞魚。